# Moon Eui-jae
Moon, Eui-jae est un lutteur sud-coréen spécialiste de la lutte libre né le 10 février 1975.

## Biographie
Lors des Jeux olympiques d'été de 2000 se tenant à Sydney et des Jeux olympiques d'été de 2004 se tenant à Athènes, il remporte la médaille d'argent en combattant dans la catégorie des -84 kg. Il remporte également la médaille d'argent lors des Championnats du monde de 1998 et de 2001.